# Pierre Michel (homme politique, 1745-1838)
Pour les articles homonymes, voir Pierre Michel et Michel.
Pierre Michel, né à Senones (en principauté de Salm avant son rattachement aux Vosges) le 4 mars 1745 et décédé le 16 septembre 1838 à Nancy (Meurthe-et-Moselle), est un avocat, un magistrat et un homme politique français, en particulier membre de la Convention puis député au Conseil des Anciens jusqu'en l'an V.

## Biographie
Pierre Michel, originaire d'une famille du comté de Salm, probablement installée en partie principauté, commence sa carrière d'homme de loi à Lunéville. 
Pierre Michel est juge au tribunal de Château-Salins, lorsqu'il est élu, le 5 septembre 1792, député de la Meurthe à la Convention nationale, le 7e sur 8, par 306 voix (458 votants). 
Il ne semble avoir joué qu'un rôle parlementaire modeste, tant dans cette assemblée, où il se prononça pour « la détention et le bannissement de Louis XVI », que dans le Conseil des Anciens, où la Meurthe l'envoya siéger, le 21 vendémiaire an IV (13 octobre 1795), à la pluralité des voix sur 292 votants. Il en sortit en l'an VI.